# Gamma Leonis
Gamma Leonis (γ Leonis, viết tắt là Gamma Leo, γ Leo), cũng tên là Algieba, là một hệ sao đôi trong chòm sao Sư Tử. Trong năm 2009, một hành tinh đồng hành quay quanh ngôi sao đã được công bố.

## Danh pháp
γ Leonis (latinh hóa thành Gamma Leonis) là định danh Bayer của ngôi sao. Các hợp thành A và B của sao đôi thường được gọi lần lượt là γ1 Leonis và γ2 Leonis.
Nó cũng mang cái tên truyền thống Algieba hoặc Al Gieba, có nguồn gốc từ tiếng Ả Rập الجبهة Al-Jabhah, có nghĩa là ' cái trán' (bất chấp nghĩa này, ngôi sao thực sự nằm ở phần bờm của Sư tử). Vào năm 2016, Hiệp hội Thiên văn Quốc tế đã tổ chức một Working Group on Star Names (WGSN) để lập danh mục và chuẩn hóa tên riêng cho các ngôi sao. Báo cáo đầu tiên của WGSN vào tháng 7 năm 2016 bao gồm một bảng của hai nhóm tên đầu tiên được WGSN phê duyệt; bao gồm cái tên Algieba cho ngôi sao này.
Tên Latin truyền thống của ngôi sao là Juba. Nó được biết đến như là 軒轅十二 (Ngôi sao thứ mười hai của Xuanyuan) bằng tiếng Trung Quốc (Xuanyuan là tên của Hoàng đế).
Algieba (gamma), Adhafera (Zeta Leonis) và Al Jabbah (Eta Leonis) được gọi chung là 'the Sickle', là một khoảnh sao được hình thành từ đầu Sư tử.